# Zapasy na Igrzyskach Panamerykańskich 1959
Turniej w ramach Igrzysk w Chicago 1959 

## Tabela medalowa
|   | Państwo           |   |   |   | Razem: |
| - | ----------------- | - | - | - | ------ |
| 1 | Stany Zjednoczone | 8 | 0 | 0 | 8      |
| 2 | Meksyk            | 0 | 3 | 1 | 4      |
| 2 | Kanada            | 0 | 3 | 1 | 4      |
| 4 | Argentyna         | 0 | 1 | 1 | 2      |
| 5 | Panama            | 0 | 1 | 0 | 1      |
| 6 | Wenezuela         | 0 | 0 | 3 | 3      |
| 7 | Gwatemala         | 0 | 0 | 1 | 1      |
| 7 | Kuba              | 0 | 0 | 1 | 1      |
|   | razem:            | 8 | 8 | 8 | 24     |

## Wyniki

### W stylu wolnym
| Waga   | złoty            | srebrny          | brązowy         |
| ------ | ---------------- | ---------------- | --------------- |
| 52 kg  | Dick Wilson      | Jorge Rosado     | Manuel Varela   |
| 57 kg  | Dave Auble       | Eduardo Campbell | Hector Iriarte  |
| 63 kg  | Louis Giani      | Roberto Vallejo  | Raplh Casperson |
| 70 kg  | James Burke      | Mario Tovar      | José Yáñez      |
| 78 kg  | Douglas Blubaugh | Bruno Ochman     | Antonio Rosado  |
| 87 kg  | James Ferguson   | Julio Graffigna  | Pedro Pacheco   |
| 97 kg  | Frank Rosemary   | Roderick Carrow  | César Ferreras  |
| +97 kg | Dale Lewis       | Keith Maldman    | Rodolfo Padron  |